# Marie Calvès
Marie-Didière Calvès dite Marie Calvès est une artiste peintre française, née le 14 décembre 1883 à Paris 9e et morte le 26 janvier 1957 à Soncourt-sur-Marne, dans la Haute-Marne.

## Biographie
Georges Calvès (1848-1924), le père de Marie, est un peintre parisien, membre de la Société des Artistes Français. Il aime la campagne et la vie champêtre, qui l’inspirent de façon constante et variée. Il représente toutes sortes de scènes rurales : travaux dans les champs, bergères et moutons, chevaux, bûcherons, … C’est également une raison pour lui de quitter Paris pour la campagne. Sa femme étant d'origine haut-marnaise, c'est vraisemblablement ce qui l'amène à s'installer à Soncourt-sur-Marne, où il achète le domaine des Montants, et où Marie va grandir et vivre.
Marie Calvès semble avoir montré très jeune des talents en peinture, bénéficiant de plus de l’enseignement de son père. Elève de Léon Salles et de Léon Barillot, elle est remarquée au Salon des artistes français en 1895, soit à l’âge de douze ans, où elle obtient une médaille de bronze en 1927 après avoir exposé en 1924 aux Galeries Simonson. L’influence de son père la fait débuter dans les scènes champêtres, avec en premier lieu la représentation de chevaux et de moutons. Mais Marie s’en détourne rapidement pour s’intéresser aux chiens, les peignant en train de chasser, se reposant auprès du feu, etc.
Membre de la Société des Artistes Français, elle fait des envois chaque année, de 1899 à 1938, et remporta plusieurs prix.
Marie Calvès ne travaille pas seulement avec son chevalet, elle réalise des dessins pour des revues et des expositions de vènerie, de chasse et de chiens. Ses œuvres sont rapidement familières aux éleveurs et aux chasseurs. En effet elle se forge rapidement un nom en parallèle à celui de son père et après la mort de ce dernier en 1924, elle continue à résider et à entretenir le domaine des Montants à Soncourt-sur-Marne, où elle meurt en 1957.
Georges Calvès aura quatre filles, dont l’aînée est Marie-Didière, et la puinée, Jeanne, qui épouse le peintre Roger Masson, originaire de Doulaincourt (Haute-Marne). Trois artistes sont donc réunis dans cette famille.

## Œuvres
- L'étang de La Genevroye (Haute-Marne), pointe sèche, salon des artistes français, 1929